# 绒毛锐尖山香圆
绒毛锐尖山香圆（学名：Turpinia arguta var. pubescens）为省沽油科山香圆属下的一个变种。

## 扩展阅读
- 維基物種上的相關：绒毛锐尖山香圆